# 브르노 도시구

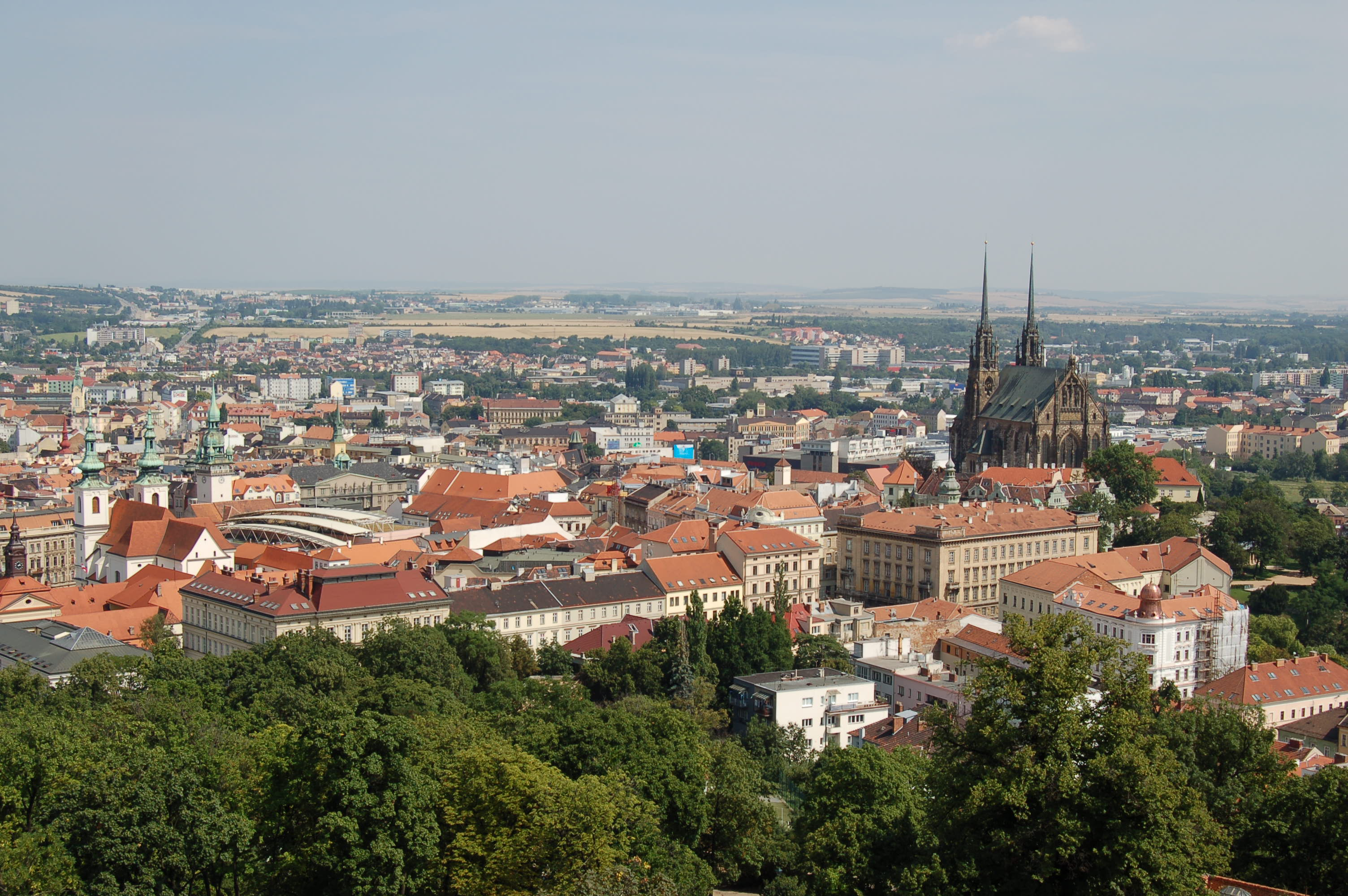
브르노 도시구의 행정 중심지인 브르노

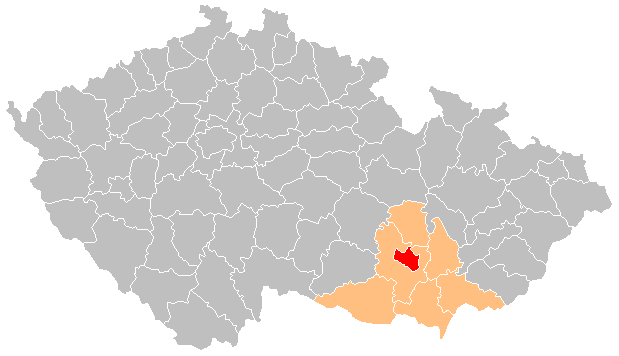
브르노 도시구의 위치

브르노 도시구(체코어: Okres Brno-město)는 체코 남모라바주를 구성하는 7개 구 가운데 하나로 행정 중심지는 브르노이며 면적은 230.22km2, 인구는 380,681명(2019년 1월 1일 기준), 인구 밀도는 1,700명/km2이다.
남모라바주 중부에 위치하며 1개 지방 자치체(1개 시)를 관할한다. 남모라바주 브르노 교외구에 완전히 둘러싸여 있으며 블란스코구와도 접한다.